# Station Marconi de New Brunswick

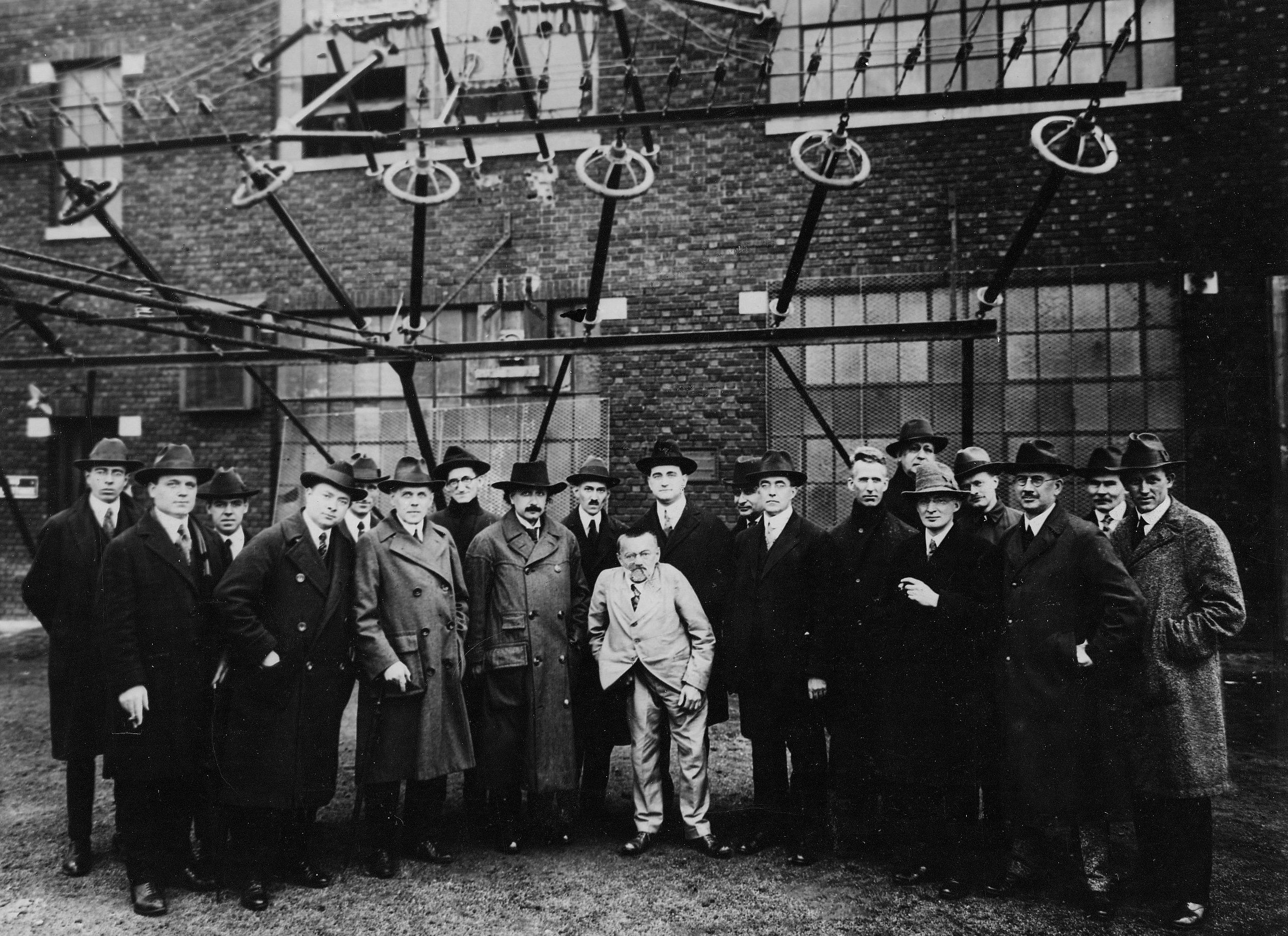
Albert Einstein et d'autres scientifiques et ingénieurs visitent la station sans fil Marconi à Somerset (New Jersey) en 1921

La station Marconi de New Brunswick est une ancienne station de télécommunications américaine, aujourd'hui en grande partie détruite. Elle était située au croisement du boulevard JFK et de la Easton Avenue, à Somerset, dans le New Jersey, à seulement 1,6 km de la frontière avec la ville de New Brunswick.

## Histoire
La première pierre du site est posée le 9 avril 1913 par la Marconi Wireless Telegraph Company of America (en), une filiale de la compagnie Marconi. Bien que la station ait été achevée en 1914 , l'utilisation commerciale prévue par la compagnie pour la communication avec sa station de réception à Tywyn, au Pays de Galles, n'a jamais lieu en raison du début de la Première Guerre mondiale. C'est finalement le 1er mars 1920 qu'est initiée son utilisation par la société Radio Corporation of America (RCA), qui reprend alors les activités de Marconi. Le site sert de station de secours à la station émettrice principale de la RCA à Long Island jusqu'à ce que les mâts d'antenne et le bâtiment de l'émetteur soient démolis en 1952.
L'installation est réquisitionnée par le gouvernement des États-Unis le 7 avril 1917, au lendemain de la déclaration de guerre des États-Unis à l'Allemagne. La station radio navale de New Brunswick devient ainsi la principale liaison de communication radio en temps de guerre entre les États-Unis et l'Europe, utilisant l'indicatif d'appel NFF. Le discours des quatorze points du président Woodrow Wilson est transmis vers l'Europe depuis la station radio navale de New Brunswick en 1918. Après la guerre, la propriété de la station, ainsi que les autres actifs américains de Marconi, sont transférés de la Marine des États-Unis à la RCA. Les mâts d'antenne sont démolis en 1952, pour faire place à ce qui est aujourd'hui un petit centre commercial contenant un Kmart, mais les bâtiments de l'autre côté du boulevard JFK sont épargnés. Tous les bâtiments en brique, à l'exception du 1100 Easton Avenue à Somerset, sont démolis aux alentours de l'an 2000 pour faire place à un espace de stockage. Les briques et les tuiles sont conservées pour être utilisées en cas de restauration future du bâtiment épargné ou des installations de Marconi à Belmar, dans le New Jersey.
La station utilisait une énorme antenne de 5 000 pieds (1 524 m) supportée par huit mâts en acier de 400 pieds (121,92 m) chacun. En juin 1918, un alternateur d'Alexanderson est installé, invention de l'ingénieur éponyme de General Electric, développant une puissance de sortie de 200 kilowatts et ressemblant à un générateur de centrale électrique ordinaire. Sa fréquence d'émission était d'environ 17 kHz, ce qui équivaut à une longueur d'onde d'environ 17 500 m.